# DS2000

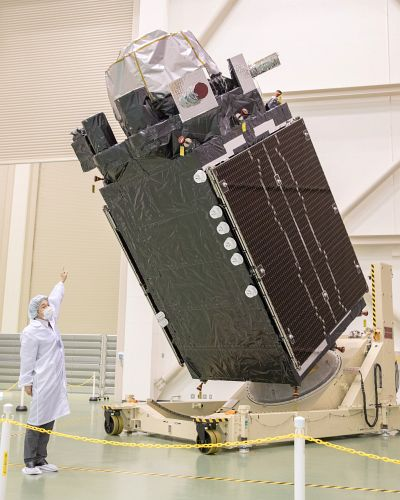
DS2000が採用されているみちびき2号機（QZS-2）

DS2000とは、三菱電機が製造する静止衛星用の標準衛星プラットフォーム（標準衛星バス）である。
宇宙開発事業団 (NASDA) のデータ中継技術衛星こだま （DRTS、2002年打ち上げ） と技術試験衛星VIII型きく8号（ETS-VIII、2006年打上げ）の衛星バスを原型として開発された。主に商用静止通信衛星や商用静止放送衛星の受注を想定しているが、気象観測衛星等にも使用可能である。他の静止衛星用標準衛星プラットフォームと比較し、リチウムイオン二次電池を標準搭載するなど、電源系機器が小型化されている。
現在の5トン (t) 級以外に派生型として、小型の3.5トン級DS2000Sは開発を終え、大型化した6トン級以上のDS2000Lは開発を検討している。

## 仕様
- 発生電力：最大12キロワット (kW)
- 打ち上げ時質量：最大5.8t
- トランスポンダ：60（ノミナル）
- 衛星寿命：15年
- 太陽電池：高効率シリコン太陽電池またはマルチジャンクションGaAs太陽電池
- 二次電池：ニッケル・水素蓄電池またはリチウムイオン二次電池
- 電源バス：100ボルト (V) 安定化電源
- 三軸姿勢安定方式：ゼロモーメンタム方式またはバイアスモーメンタム方式
- リアクションホイール搭載数：4台
- 構造：CFRP製セントラルシリンダー方式
- 熱制御方式：ヒートパイプ
- アポジキックエンジン：R-4D × 1
- 南北制御用イオンエンジン（オプション）：XIES × 2 × 2系統

## 採用実績
| 名称                        | 打ち上げ ロケット | 打ち上げ日時 （UTC）     | 乾燥重量 (kg) | 打上時質量 （Wet重量）(kg) | 発生電力(kW) | 備考 |
| --------------------------- | ----------------- | ------------------------ | ------------- | -------------------------- | ------------ | --- |
| こだま DRTS                 | H-IIA2024         | 2002年 9月10日 08時20分  | 1,300         | 2,800                      | 2.1          | 原型機 |
| ひまわり7号 MTSAT-2         | H-IIA2024         | 2006年 2月18日 06時27分  | 1,700         | 4,650                      | 3.8          | |
| きく8号 ETS-VIII            | H-IIA204          | 2006年 12月18日 06時32分 | 2,800         | 5,800                      | 7.5          | 原型機。H-IIA204の開発遅延で ひまわり7号より後の打ち上げとなった。                                             |
| SUPERBIRD C2 SUPERBIRD 7    | アリアン5 ECA     | 2008年 8月14日 20時44分  | 2,000         | 4,820                      | 7.2          | DS2000を採用した初の商業衛星                                                                                   |
| みちびき QZS-1              | H-IIA202          | 2010年 9月11日 11時17分  | 1,700         | 4,100                      | 5.3          | |
| ST-2                        | アリアン5 ECA     | 2011年 5月20日 20時38分  | 1,900         | 5,090                      | 11           | シンガポール・テレコム/中華電信から受注                                                                        |
| Turksat 4A                  | プロトン-M        | 2014年 2月14日 21時09分  |               | 4,850                      |              | トルコの国営衛星通信会社トルコサット（英語: Türksat_(company)）社から受注                                      |
| ひまわり8号                 | H-IIA202          | 2014年 10月7日 05時16分  | 1,300         | 約3,500                    | 約2.6        | |
| Turksat 4B                  | プロトン-M        | 2015年 10月16日 20時40分 |               | 4,924                      |              | トルコの国営衛星通信会社Türksat社から受注                                                                      |
| ひまわり9号                 | H-IIA             | 2016年 11月2日 06時20分  | 1,300         | 約3,500                    | 約2.6        | |
| きらめき2号                 | H-IIA204          | 2017年 1月24日 07時44分  |               |                            |              | 製造管理：NEC 防衛省次期Xバンド衛星通信整備事業のうちの1基                                                     |
| みちびき2号機 QZS-2         | H-IIA202          | 2017年 6月1日 09時17分   |               | 4,000                      |              | |
| みちびき3号機 QZS-3         | H-IIA204          | 2017年 8月19日 14時29分  |               | 4,700                      |              | |
| みちびき4号機 QZS-4         | H-IIA202          | 2017年 10月10日 07時01分 |               | 4,000                      |              | |
| Es'hail-2                   | ファルコン9       | 2018年 11月15日 20時46分 |               | 5,300                      |              | カタールの国営衛星通信事業者エスヘイルサット（英語: Es'hailSat）社から受注                                     |
| SUPERBIRD-8 きらめき1号     | アリアン5 ECA     | 2018年 4月5日 21時34分   |               | 5,348                      |              | 製造管理：NEC 防衛省次期Xバンド衛星通信整備事業のうちの1基 2015年第4四半期に打ち上げ予定が輸送中に損傷して延期 |
| みちびき初号機後継機 QZS-1R | H-IIA202          | 2021年 10月26日 11時19分 | 1,600         | 4,000                      |              | |

- 運輸多目的衛星2号：ひまわり7号
- きく8号
- Xバンド通信衛星きらめき2号機
- みちびき2号機・4号機
- みちびき3号機
- みちびき4号機
- みちびき1号機後継機
- みちびき6号機
- ひまわり8号・9号
- ひまわり10号（予定）